# Branchiocerianthus
Branchiocerianthus is een geslacht van neteldieren uit de  familie van de Corymorphidae.

## Soorten
- Branchiocerianthus imperator (Allman, 1888)
- Branchiocerianthus italicus Stechow, 1921
- Branchiocerianthus mirabilis (Stechow, 1921)
- Branchiocerianthus norvegicus Brattström, 1956
- Branchiocerianthus reniformis Broch, 1918
- Branchiocerianthus urceolus Mark, 1898